# Новотроицке
Новотроицке (на украински: Новотроїцьке) е селище от градски тип в Южна Украйна, Новотроицки район на Херсонска област. Основано е през 1816 година. Населението му е около 11703 души.